# Talıstan
Talıstan è un comune dell'Azerbaigian situato nel distretto di İsmayıllı. Conta una popolazione di 2.183 abitanti.

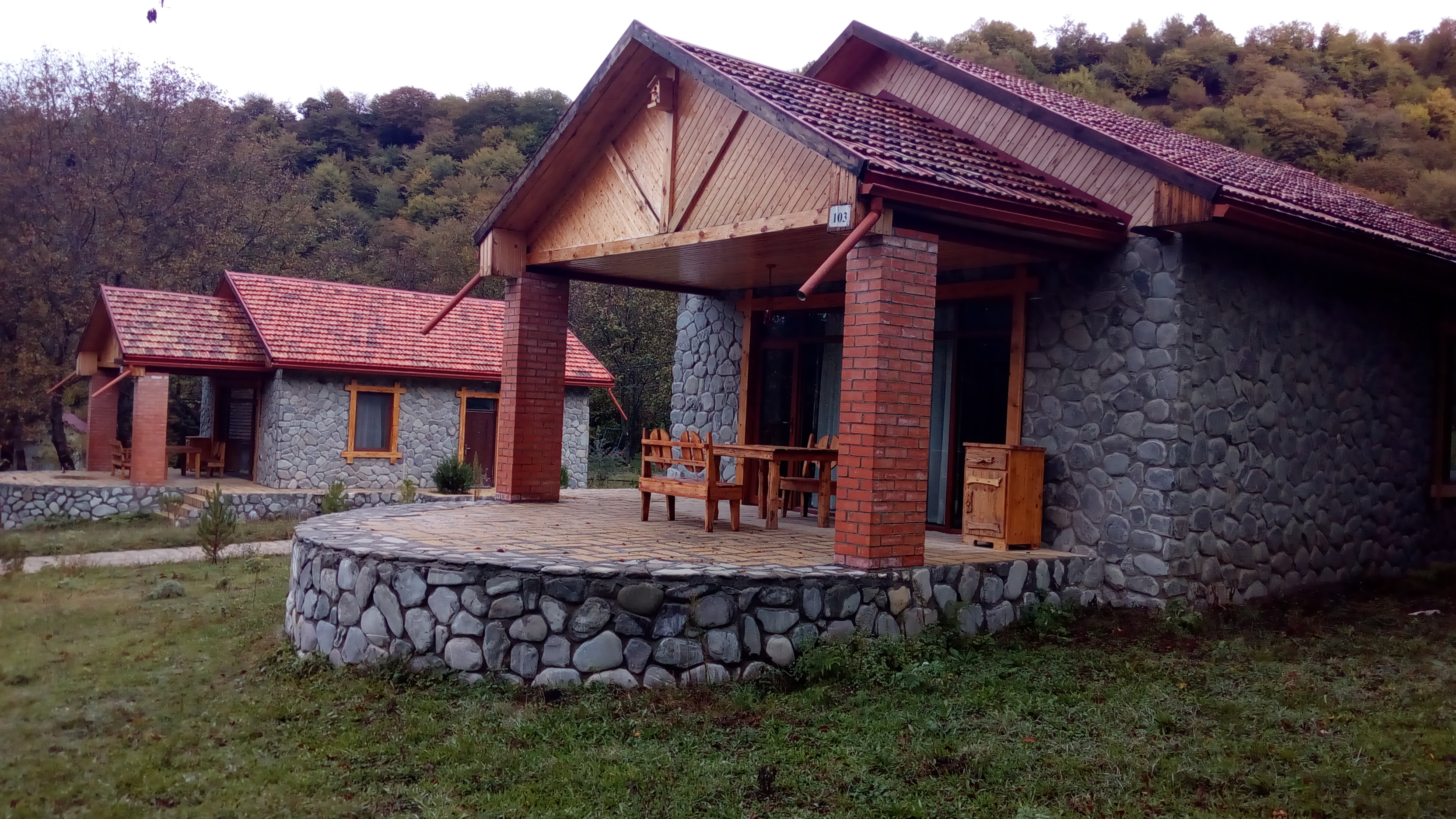
Talıstan Forest Park